# レッディ王国

レッディ王国の版図

レッディ王国（レッディおうこく、英語：Reddy kingdom）とは、14世紀前半から15世紀前半にかけて、南東インドのアーンドラ地方に存在したヒンドゥー王朝（1325年 - 1428年）。レッディ朝（Reddy dynasty）とも呼ばれる。首都はアッダンキ、コンダヴィードゥ、ラージャムンドリー。
レッディとは、アーンドラ地方における大規模なカーストの一つで、王家の姓名でもあり、王朝の名もこれに由来している。

## 歴史

### 起源と成立

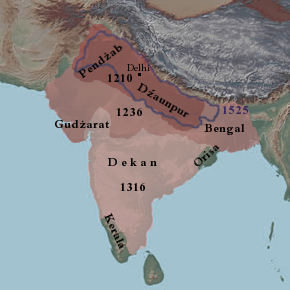
デリー・スルタン朝の侵略

レッディ・カーストはその起源を、デカンを支配したラーシュトラクータ朝にまでさかのぼり、レッディの人々はすでにアーンドラ地方で社会集団を形成していたことで知られる。
そして、カーカティーヤ朝がアーンドラ地方を支配していた時代、レッディの指導者は将軍の一人として仕えていたことも知られている。
だが、14世紀に強大なデリー・スルタン朝の勢力が南下し、レッディの集団も戦ったが、1323年にカーカティーヤ朝の首都ワランガルが落とされ、事実上滅亡するに至った。

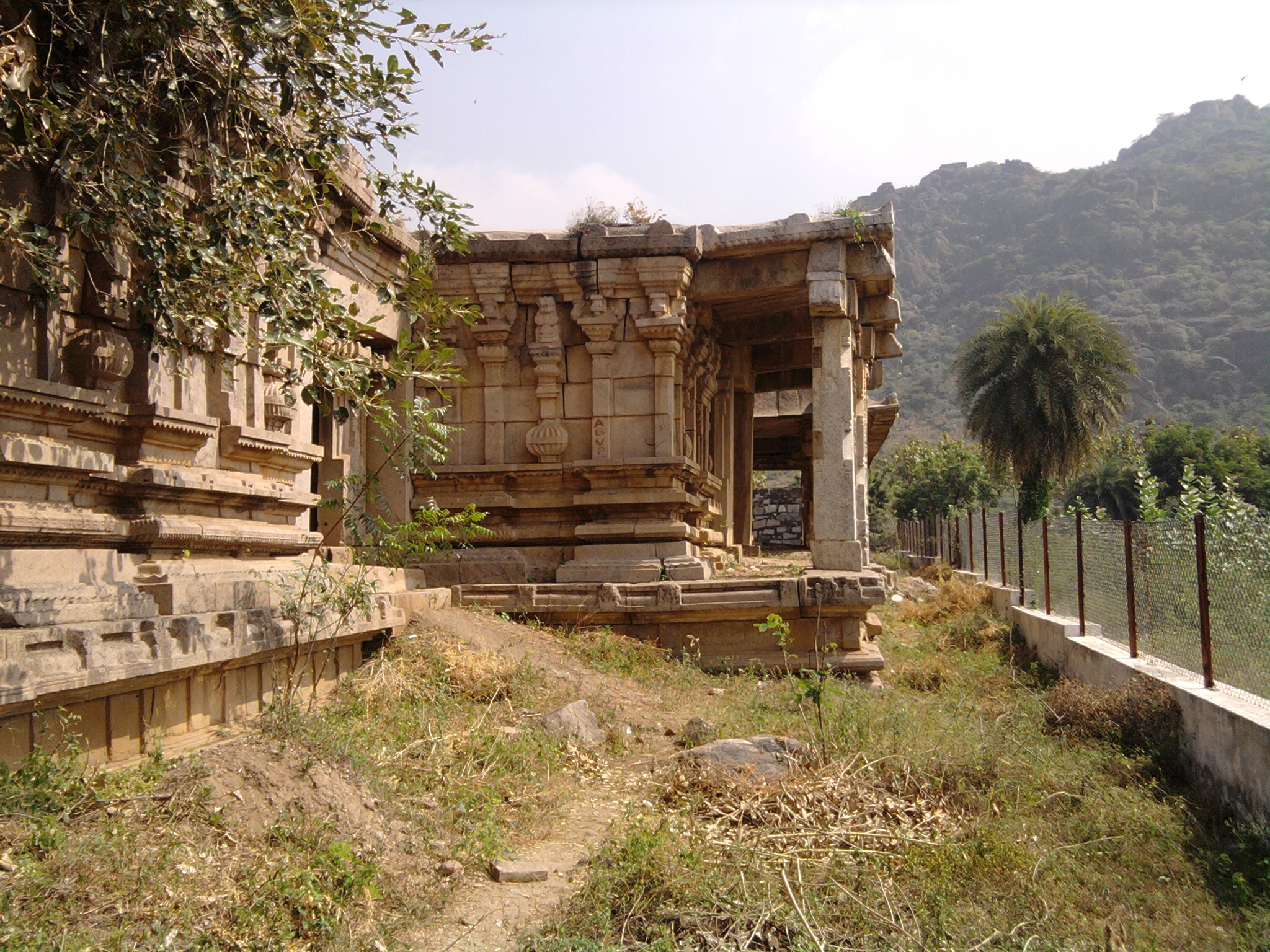
コンダヴィードゥ

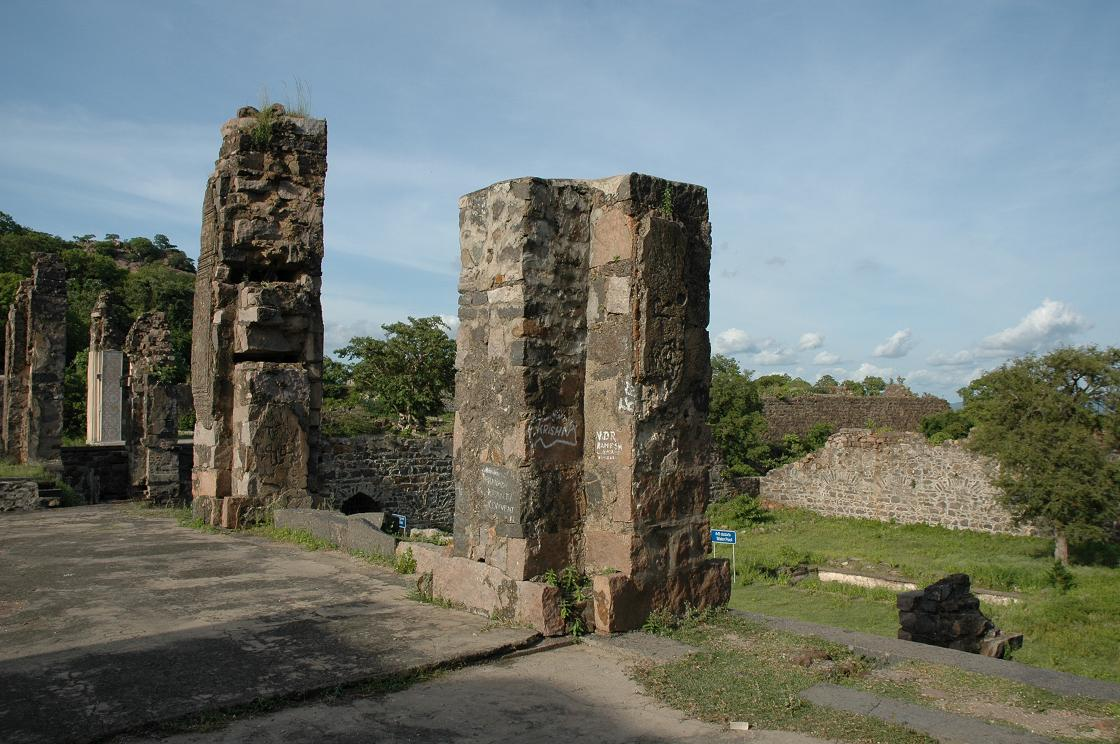
プローラヤ・ヴェーマ・レッディによって建てられたコンダパッリの城塞

このとき、レッディの指導者プローラヤ・ヴェーマ・レッディ（在位1325 - 1335）はアッダンキを拠点に、農民と牧畜民からなる大軍を組織し、デリー・スルタン朝の勢力に立ち向かった。
プローラヤ・ヴェーマ・レッディはデリー・スルタン朝に果敢に立ち向かい、南インドのホイサラ朝のバッラーラ3世の支援も取り付け、1325年までにアーンドラ地方からその勢力を撃退し、その勢力はアーンドラ地方の海岸一帯にまで広がっていた。
プローラヤ・ヴェーマ・レッディはその後も戦い、激戦の末にベッラムコンダ、ヴィヌコンダ、ナーガールジュナコンダなど各地を解放し、1326年にはワランガルすらも開放する勢いだった。
また、プローラヤ・ヴェーマ・レッディはバラモンを尊敬しており、その治世の碑文には、
| 「 | 私は、邪悪なイスラームの王によって奪われたバラモンのすべてのアグラハラ（バラモンにあてがわれた村落）を取り戻す。私はまさに、イスラーム教徒によって作られた海へ向かうアガスティヤである。 | 」 |

、と記されている。
プローラヤ・ヴェーマ・レッディはその治世、アッダンキからコンダヴィードゥに遷都し、コンダパッリの城塞なども建築した。
また、情勢が回復したことで文芸や芸術の復興も行われ、旧寺院の大規模修繕と108の新寺院建立を行い、マハーバーラタの翻訳者エッラナもその治世に住んでいた。
なお、プローラヤ・ヴェーマ・レッディの治世末、1334年以降にデリー・スルタン朝の分裂が起こり、その広大な版図は徐々に崩壊していった。

### 周辺諸国との抗争

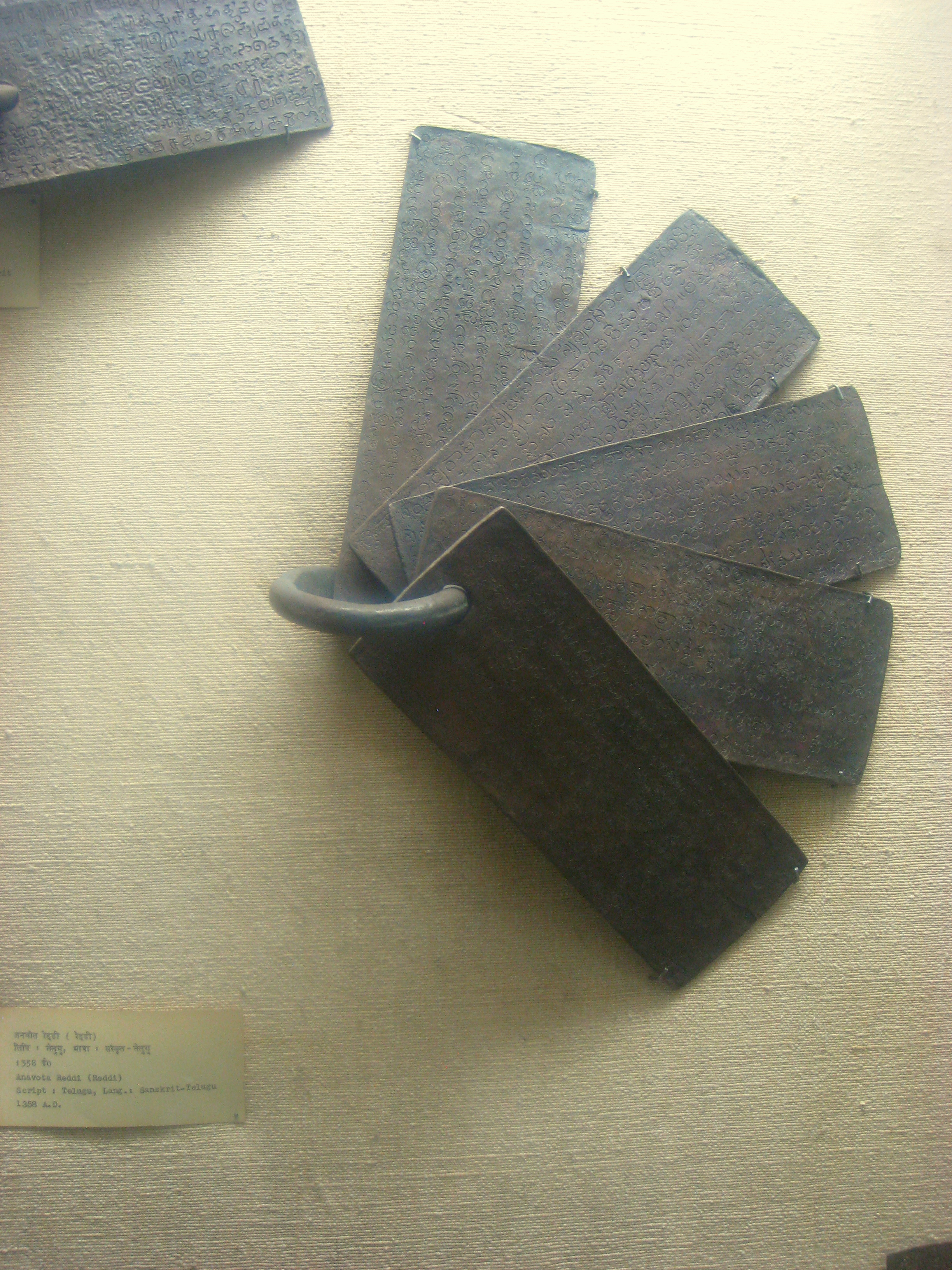
サンスクリット語・テルグ語の銅版（1358年）

次王アナヴォータ・レッディ（在位1335 - 1364）の治世、南インドでホイサラ朝とマドゥライ・スルタン朝の抗争が起こると、今度はバッラーラ3世の支援にも回った（しかし、1342年にバッラーラ3世は戦死）。
また、1336年にヴィジャヤナガル王国が起こると、レッディ王国も同様にこれと争っており、その治世にはこれにも対応した。
とはいえ、レッディ王国は当時衰退していたオリッサの東ガンガ朝の領土に侵攻し、各地を略奪している。
アナヴォータ・レッディは商人からは合理的な徴税を行い、ヒンドゥー教のダルマを守り、王国を繁栄に導いた君主として知られる。
アナヴォータ・レッディの治世末期、ヴィジャヤナガル王国との抗争が激しくなり、そうしたなか1364年に彼は死亡した。

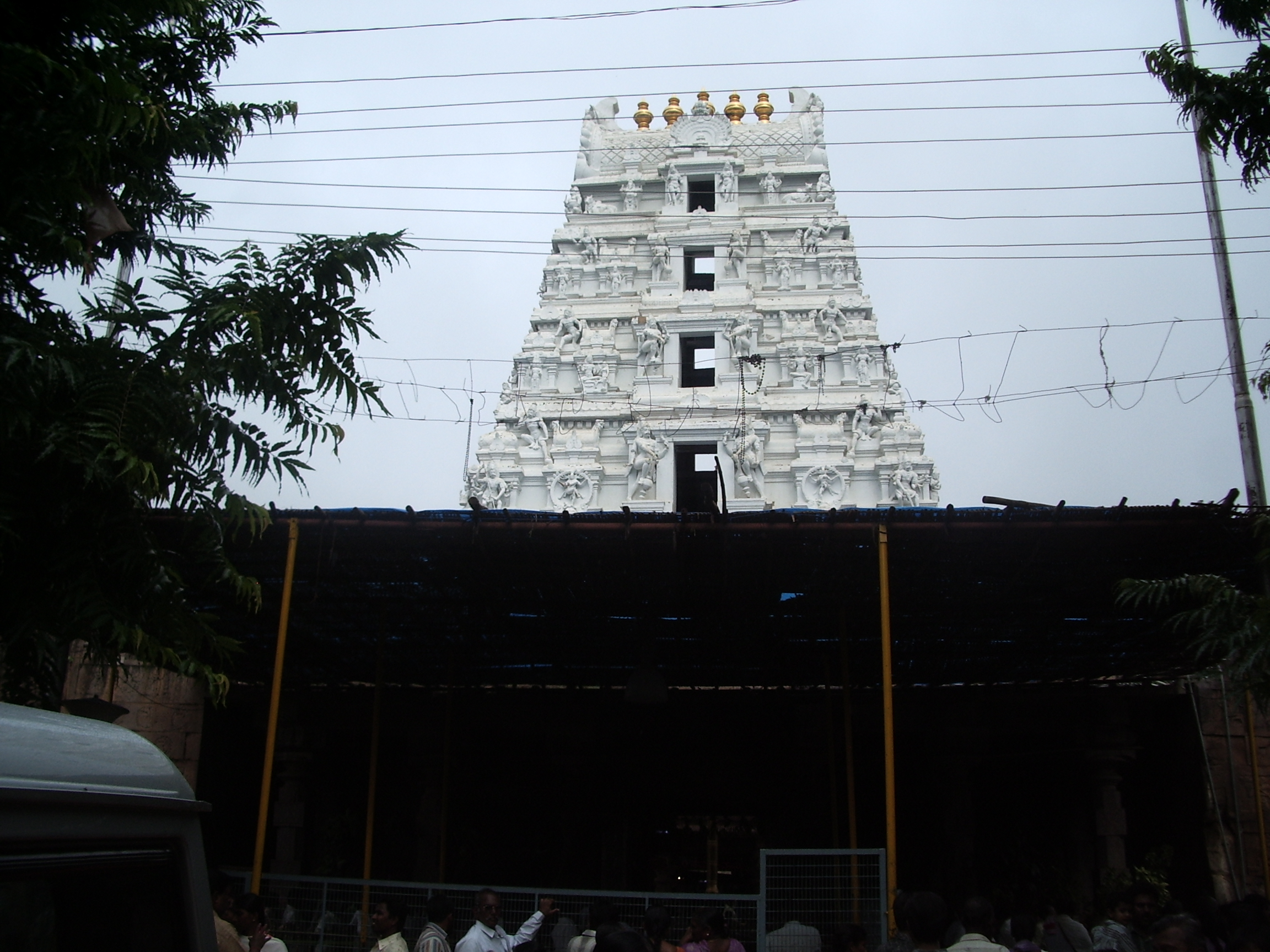
シュリーサイラムのマッリカールジュナ・スワーミー寺院

後を継いだ弟のアナヴェーマ・レッディ在位（1364 - 1386）は周囲の領域を占領し、東ガンガ朝への遠征も行い、ヴィジャヤナガル王国とも激しく争った。
その治世、レッディ王国の領土は最大となり、北はラージャムンドリー、南は カーンチープラム、西はシュリーサイラムなどの都市を獲得している。
また、アナヴェーマ・レッディも父や兄と同様にヒンドゥー教の保護者で、ラージャムンドリを征服した際、ムスリムのモスクを破壊し、ヒンドゥー寺院を再建したことで知られる。

### 分裂と滅亡

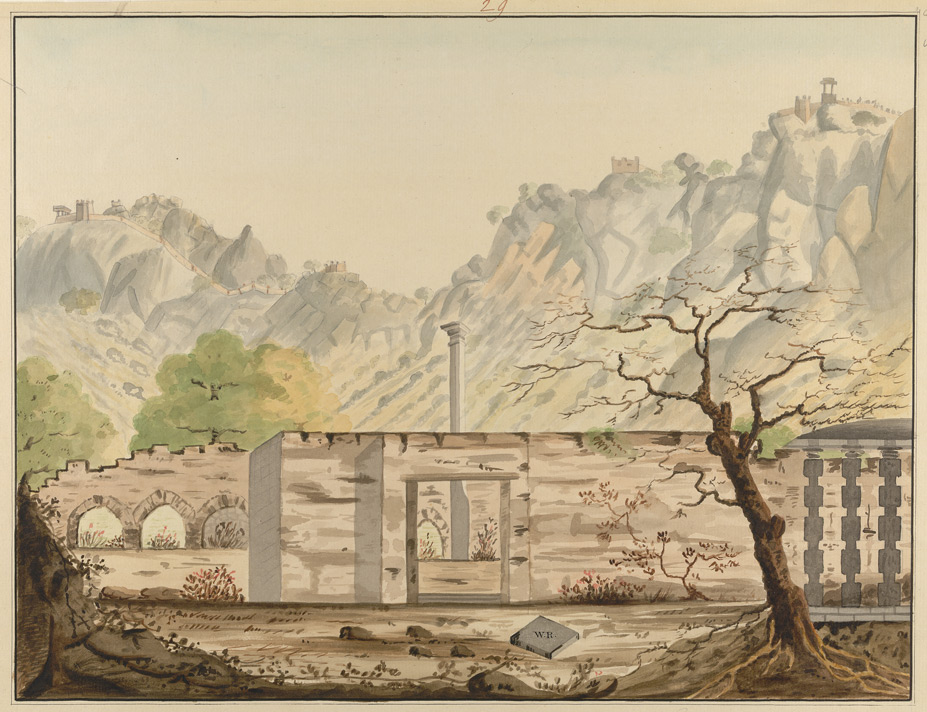
コンダヴィードゥ

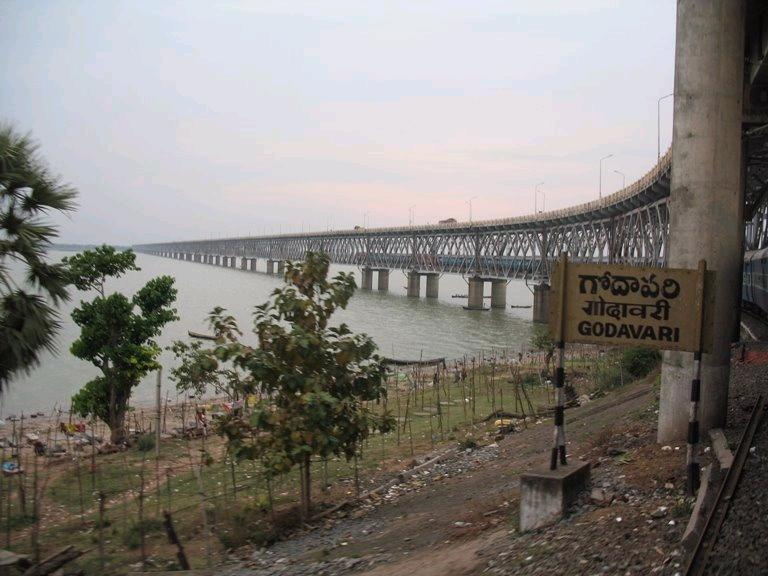
ラージャムンドリー

だが、1386年にアナヴェーマ・レッディが死に、息子のクマーラギリ・レッディ（在位1386 - 1402）が継ぐと、王国は王位をめぐって内戦に陥り、コンダヴィードゥとラージャムンドリーに王が併立することとなった。
そのため、ヴィジャヤナガル王ハリハラ2世はこの機を逃さず、アーンドラ地方への遠征を行い、ヴィヌコンダなど都市を落とし、この地方の大部分を併合した。
その後、2つのレッディ王国はアーンドラ地方に存続したが、ヴィジャヤナガル王国の圧迫を受け、1422年にはゴンダヴィードゥを落とされ、ゴンダヴィードゥ・レッディ王国は滅亡した。
とはいえ、ラージャムンドリ・レッディ王国のヴィーラバドラ・レッディ（在位1423 - 1446）の治世にはまだ、オリッサへと出兵する余裕もあった。
だが、1434年にオリッサで東ガンガ朝がガジャパティ朝にとって代わると、その状況も終わりをつげ、今度は逆にレッディ王国が攻められてしまう。
そのため、レッディ王国はガジャパティ朝に対抗するため、ヴィジャヤナガル王デーヴァ・ラーヤ2世と同盟することにし、その軍が首都ラージャムンドリーに常駐することとなった。
これにより、レッディ王国とヴィジャヤナガル王国の連合軍はガジャパティ朝を破ったが、1446年にデーヴァ・ラーヤ2世が死ぬと、その息子のデーヴァ・ラーヤ3世は同盟を破棄し、ラージャムンドリーから軍を撤退させた。
そのようななか、1448年にヴィーラバドラ・レッディは死亡し、ガジャパティ朝はこの機を逃さずにラージャムンドリーを落とし、レッディ王国を滅亡させた。

## 滅亡後のレッディ

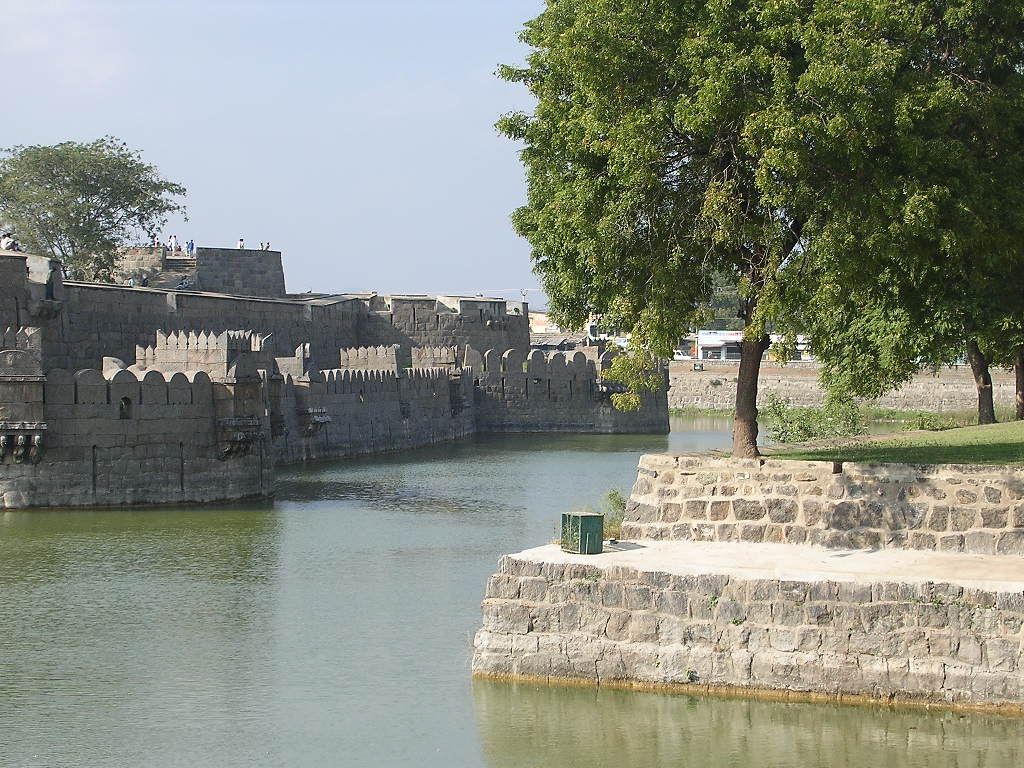
ヴェールールの城塞

その後、レッディ王国の領土であったアーンドラ地方は、15世紀まではガジャパティ朝、16世紀にヴィジャヤナガル王国、17世紀にはゴールコンダ王国とムガル帝国、18世紀にはニザーム王国の領土となっている。
ヴィジャヤナガル王国では、レッディは依然として軍事力として扱われ、その族長らはヴィジャヤナガル王国のナーヤカとなり、ヴェールールの城塞を建築したチンナ・ボンミ・レッディ・ナーヤカとティンマ・レッディ・ナーヤカはレッディの出身だった。
ゴールコンダ王国の統治下でも、テランガナ地方在住のレッディはその地域を任され、16世紀のマフブーブナガルの統治者はヴィーラ・クリシュナ・レッディという人物だった。
このほかにも、ラーマクリシュナ・レッディ、ペッダ・ヴェンカタ・レッディ、インマディ・ヴェンカタ・レッディなどもおり、インマディ・ヴェンカタ・レッディはゴールコンダ王アブドゥッラー・クトゥブ・シャーの将軍でもあった。
また、ムガル帝国の支配ののち、18世紀にニザーム王国が成立すると、レッディはアーンドラ地方のデーシュムク、つまり地主として扱われた。
また、ニザーム王国の宮廷では、数人のレッディの人々は貴族として扱われ、政権の高い地位に就くこともあり、20世紀の藩王ミール・オスマーン・アリー・ハーンに仕えたラージャ・バハードゥル・ヴェンカタラーマ・レッディが有名である。
現在のアーンドラ・プラデーシュ州において、レッディは地主のカーストとして位置づけられているが、この地方の大多数を占めるカーストであり、今もなお大きな社会集団として州の政治にも関与している。

## ギャラリー

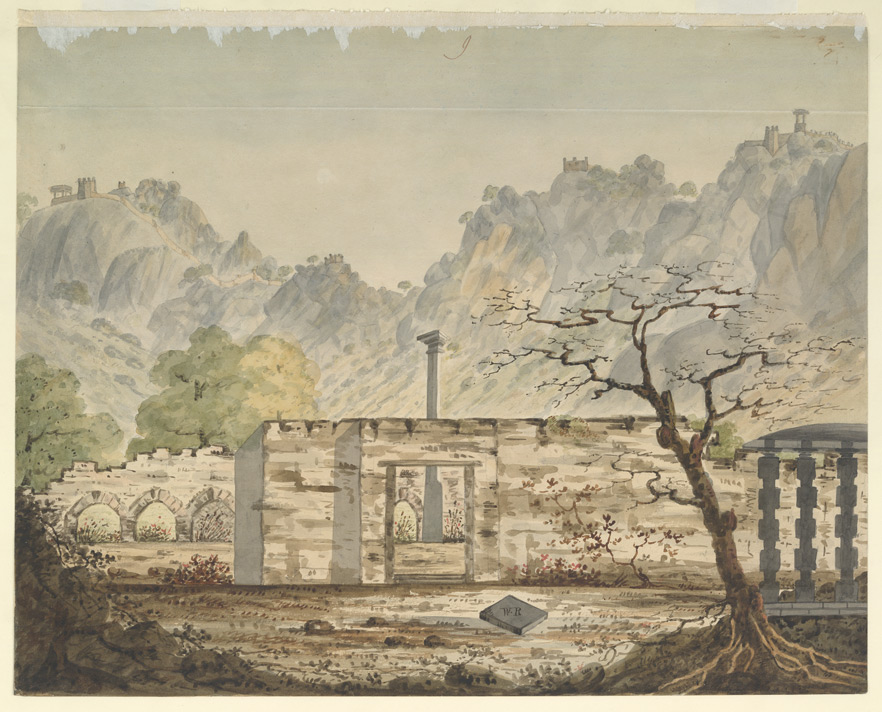
コンダヴィードゥ
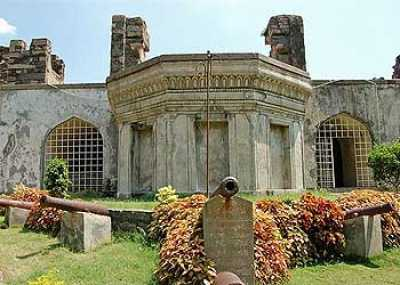
コンダパッリのコンダパッリ・クイラ
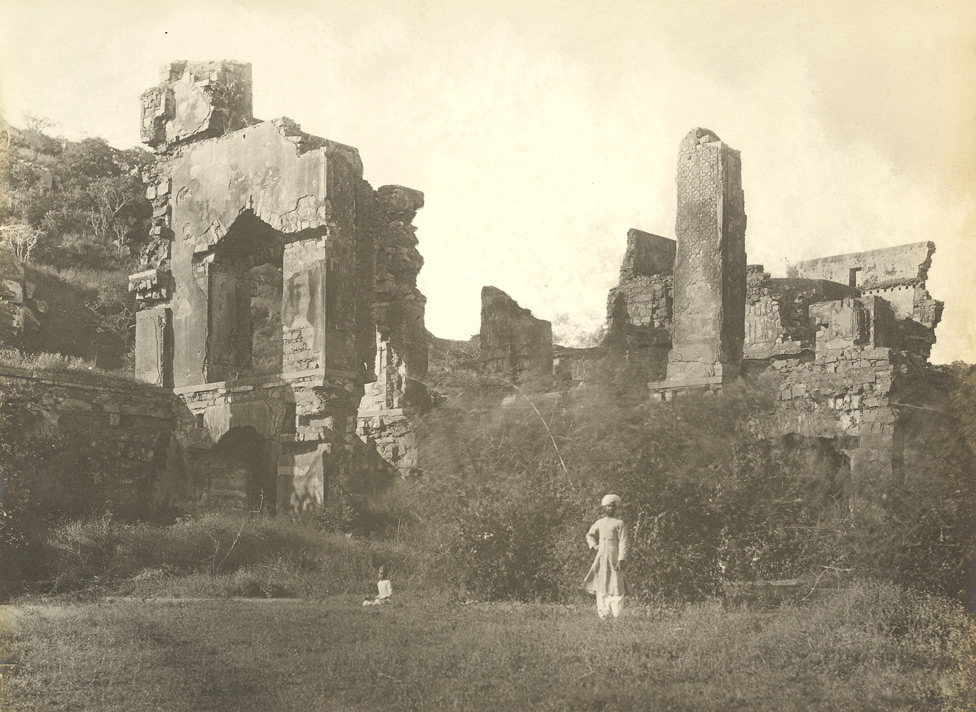
コンダパッリの宮殿跡
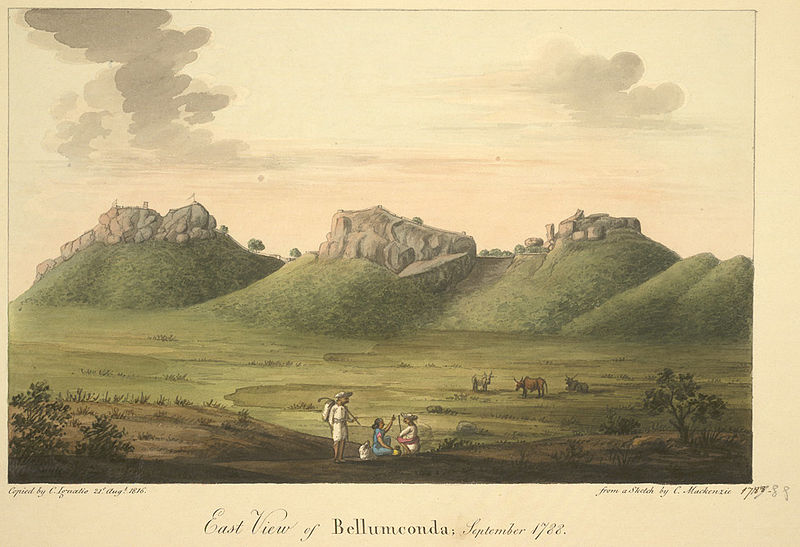
ベッラムコンダ
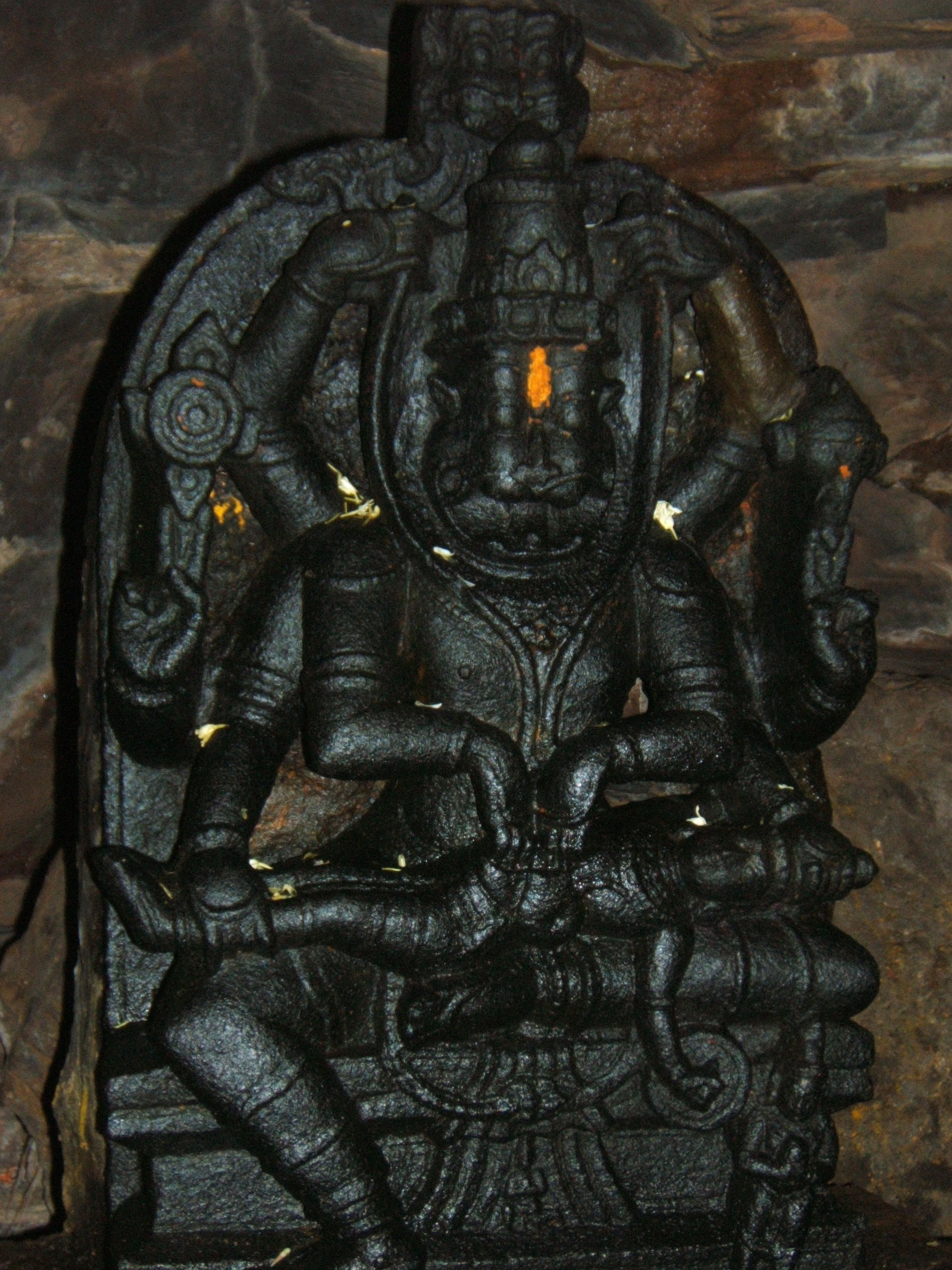
ナラシンハ・スワーミー寺院